# Pargołowo
Pargołowo (ros. Парголово) – osiedle w Rosji, w rejonie wyborskim miasta wydzielonego Petersburga. W 2010 liczyło 15 852 mieszkańców.